# Phare de Workum
Le phare de Workum est un phare inactif situé à l'entrée du port de Workum sur la commune de Súdwest-Fryslân, province de Frise aux Pays-Bas.
Il est classé monument national en 1975 par l'Agence du patrimoine culturel des Pays-Bas .

## Histoire
Le phare d'origine, une tour en bois, a été construit en 1643 lors de la construction de la digue entre Workum et Hindeloopen. À cette époque, il se composait de quatre supports en chêne, d'une base carrée en chêne et d'une plaque de fer sur laquelle reposait le foyer. Cette tour de bois a été remplacée par une tour de pierre de trois étages en 1708. En 1712, la maison adjacente a été construite.
Vers 1880, le brasier à ciel ouvert est remplacé par une lampe à huile. Quarante ans plus tard, la signalisation côtière a été nationalisée, mais Workum a continué à entretenir sa propre tour. La tour fournissait des revenus, car les navires qui passaient devaient payer une redevance maritime pour l'entretien des feux de balise et de l'écluse à la mer.
En 1932, la lanterne à lampe huile a été éteinte après la fermeture du golfe de Zuiderzee qui est devenu l'IJsselmeer. Deux feux directionnels munis de lampes à gaz sur une structure métallique à claire-voie ont été érigés pour le remplacer. Jusqu'en 1983, ces lampes à gaz furent utilisées. Le gardien de phare montait deux fois par jour, via une échelle, pour faire fonctionner manuellement les feux.
En 1984, les lampes à gaz ont été reprises par la province. Maintenant, il y a des lampes électriques qui fonctionnent sur les cellules solaires.
Contre la tour carrée blanche se trouve la maison du dernier gardien de phare, Reid de Jong, devenu chevalier de l'Ordre d'Orange-Nassau en 2004. L'édifice est situé sur une petite colline à environ 2,5 km au nord de Hindeloopen et à 4 km au sud-ouest de Workum.
Une fois par an en automne depuis 2004, lors de la compétition à voile appelé Strondace entre Workum et Warmond, le phare est allumé pour les compétiteurs.

## Description
Ce phare  est une tour quadrangulaire en brique, avec une terrasse et sans lanterne de 9 m de haut, au pignon d'une maison de gardien d'un étage et demi. La tour est peinte en blanc.
Identifiant : ARLHS : NET-179 .
|          |
| Le phare |

|          |
| Le phare |

### Lien connexe
- Liste des phares des Pays-Bas